# Bothriurus ypsilon
Espèce
Bothriurus ypsilon est une espèce de scorpions de la famille des Bothriuridae.

## Distribution
Cette espèce est endémique de la province de La Pampa en Argentine,.

## Description
Le mâle holotype mesure 35 mm.

## Publication originale
- Mello-Leitão, 1935 : On two Brazilian Scorpions. Revista Chilena de Historia Natural, vol. 39, p. 90-93 (texte intégral).